# Changyuraptor
Changyuraptor tillhör ett släkte av "fyrvingade" rovdinosaurier som levde under äldre krita (cirka 125 miljoner år sedan) i det som idag är provinsen Liaoning, nordöstra Kina. Det är känt från ett enda fossil som representerar arten Changyuraptor yangi. C. yangi tillhör gruppen dromaeosaurider, även känd som raptorer, och familjen Mikroraptorer.
Vid tidpunkten för fyndet var C. yangi den största så kallade fyrvingade dinosaurien.

## Beskrivning
Analyser vid Kapstadens universitet, Sydafrika, visar att fyndet var en fullvuxen individ som tros ha varit runt 1,2 meter lång med en beräknad vikt på cirka 4 kilo, ungefär i samma storlek som en kalkon.
Liksom andra mikroraptorer hade Changyuraptor fjädrar över hela kroppen, inklusive framben och bakben, vilket ger illusionen om två vingpar. Förekomsten av långa fjädrar på alla fyra lemmarna tyder också på att dessa dinosaurier kunde flyga. Artens svans är lång och befjädrad, med ändfjädrar upp till 29,27 centimeter, motsvarande cirka 30% av längden på djurets skelett. Man tror att de långa stjärtfjädrarna kan ha bidragit till mjukare och säkrare landningar. Stjärtfjädrarna kan också ha kontrollerat höjdnivån, en nödvändig funktion för ett tyngre djur, samt bidragit med en snabbare glidhastighet.
Långsträckta fjädrar på bakbenen var även närvarande hos många tidiga fåglar, till exempel Archaeopteryx, men skiljer sig avsevärt från moderna fåglar som har karaktäristiskt kala ben och uppvisar stabil flygning med endast två vingar.

## Paleoekologi
Changyuraptor antas ha levt i en fuktig tempererad skog, bestående av främst ginkgo och barrträd. Man tror att klimatet kännetecknades av varma, torra somrar och kalla vintrar. Troligen levde Changyuraptor tillsammans med en mängd olika köttätande samt växtätande dinosaurier, inklusive tyrannosauriden Yutyrannus.